# Clarence (Nueva York)
Clarence es un pueblo ubicado en el condado de Erie en el estado estadounidense de Nueva York. En el año 2000 tenía una población de 26.123 habitantes y una densidad poblacional de 188,4 personas por km².

## Geografía
Clarence se encuentra ubicado en las coordenadas 42°58′36″N 78°35′31″O / 42.97667, -78.59194.

## Demografía
Según la Oficina del Censo en 2000 los ingresos medios por hogar en la localidad eran de $68 003, y los ingresos medios por familia eran $77 998. Los hombres tenían unos ingresos medios de $58 538 frente a los $31 140 para las mujeres. La renta per cápita para la localidad era de $32 717. Alrededor del 1,9% de la población estaban por debajo del umbral de pobreza.